# (56678) Alicewessen
(56678) Alicewessen est un astéroïde de la ceinture principale.

## Description
(56678) Alicewessen est un astéroïde de la ceinture principale. Il fut découvert le 3 juin 2000 à Eskridge par Gary Hug. Il présente une orbite caractérisée par un demi-grand axe de 3,07 UA, une excentricité de 0,11 et une inclinaison de 8,8° par rapport à l'écliptique.

## Compléments